# Delamarellina
Genre
Delamarellina est un genre de collemboles de la famille des Neanuridae.

## Distribution
Les espèces de ce genre se rencontrent en Amérique du Sud.

## Liste des espèces
Selon Checklist of the Collembola of the World (version du 28 octobre 2019) :
- Delamarellina globulosa (Cassagnau & Rapoport, 1962)
- Delamarellina guilleni Rapoport & Rubio, 1963
- Delamarellina ubiquata (Salmon, 1944)

## Étymologie
Ce genre est nommé en l'honneur de Claude Delamare Deboutteville.

## Publication originale
- Rapoport & Rubio, 1963 : Fauna Colembologica de Chile. Investigaciones Zoologicas Chilenas, vol. 9, p. 95-124.